# Arcuator stigmaticus
Arcuator stigmaticus är en tvåvingeart som först beskrevs av Lamb 1912.  Arcuator stigmaticus ingår i släktet Arcuator och familjen fritflugor. Inga underarter finns listade i Catalogue of Life.